# Gilbert Hotel
Gilbert Hotel è il sesto album in studio del chitarrista statunitense Paul Gilbert, pubblicato nel 2003.

## Tracce
Testi e musiche di Paul Gilbert, eccetto dove indicato.
1. Three Times Rana – 3:36
2. Black Rain Cloud – 3:56
3. Escalator Music (strumentale) – 1:26
4. Lay Off the Morphine – 2:54
5. N.F.R.O. (strumentale) – 0:56 (J. S. Bach, arr. Gilbert)
6. Older Guy – 2:49
7. The Lamb Lies Down On Broadway (cover dei Genesis) – 4:56 (Peter Gabriel, Steve Hackett, Tony Banks, Mike Rutherford, Phil Collins)
8. Time to Let You Go (cover degli Enuff Z'nuff) – 3:17 (Donnie Vie)
9. W.T.R.O. (strumentale) – 2:56 (J. S. Bach, arr. Gilbert)
10. Universal – 2:24

- N.F.R.O. è la trascrizione della Variazione Goldberg n.5 di Johann Sebastian Bach con chitarra acustica.
- W.T.R.O. è il preludio in do maggiore de Il clavicembalo ben temperato di Johann Sebastian Bach con chitarra acustica.

## Formazione
- Paul Gilbert – voce, chitarra, basso, percussioni
- Scot Coogan – batteria (traccia 1), percussioni e voce (traccia 8)
- Linus of Hollywood – chitarra e voce (traccia 8)